# 삼척초등학교
삼척초등학교는 대한민국 강원특별자치도 삼척시 교동에 있는 초등학교다.

## 학교 연혁
- 1911년 9월 1일 삼척공립보통학교(4년제) 개교설립인가 7월 10일
- 1919년 3월 25일 전교생 (176명) 독립만세 부름
- 1922년 4월 1일 수업연한 6년 연장 (여자부 설치)
- 1938년 4월 1일 삼척동공립심상소학교로 개칭
- 1941년 4월 1일 삼척동공립국민학교로 개칭
- 1946년 2월 14일 삼척공립국민학교로 개칭
- 1950년 4월 1일 삼척국민학교로 개칭
- 1981년 3월 5일 병설유치원 개원(1학급)
- 1986년 3월 1일 특수학급 편성(1학급)
- 1990년 4월 15일 독립만세 기념탑 건립
- 2001년 12월 26일 홈페이지 개통
- 2003년 12월 11일 삼나무도서관 개관식
- 2005년 9월 8일 삼척대학교 자매결연 협정
- 2006년 2월 22일 발명교실 개관식
- 2011년 7월 14일 인조잔디 운동장 준공식
- 2011년 11월 30일 개교 100주년 기념 삼척예술제 개최
- 2012년 4월 16일 교육복지실 개소식
- 2012년 9월 17일 교육상담실 개소식
- 2013년 2월 7일 제100회 졸업식(졸업생 총19,798명)
- 2013년 5월 1일 삼척 한마음 운동회
- 2014년 3월 25일 삼나무문화체육관 완공
- 2014년 6월 26일 본동 화장실 리모델링 완공
- 2014년 8월 18일 백년관 완공
- 2014년 11월 27일 삼나무문화체육관 및 역사관 개관식
- 2018년 9월 1일 제35대 정영미 교장 부임
- 2021년 1월 15일 제108회 졸업식(누계 20761명)
- 2021년 3월 1일 36학급(특수 1) 편성